# Bagshot Park

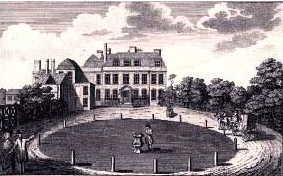

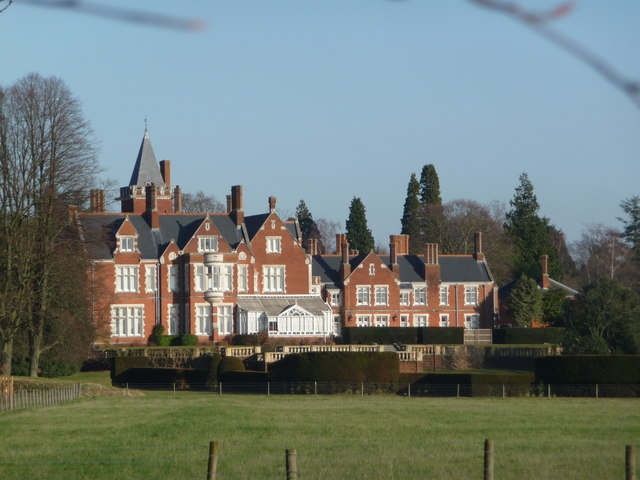
Bagshot Park nel 2008

Bagshot Park è una residenza reale situata presso Bagshot, un villaggio situato a 17 chilometri a sud di Windsor. Si trova su Bagshot Heath, un tratto di terra di 130 km² situata nel Surrey e nel Berkshire. Bagshot Park occupa 21 ettari all'interno dell'area di Windsor Great Park.
L'edificio è classificato come Grado II come struttura di interesse architetturale e storico dal 1976. L'attuale edificio fu costruito sul sito di una residenza precedente nel 1879 con mattoni rossi e rivestimento in pietra il stile Tudor gotico per Arturo, duca di Connaught e Strathearn. Le estensioni laterali e posteriori furono aggiunte nel tardo XIX secolo e all'inizio del XX. Il panorama circostante è classificato come Grado II nel Registro dei Parchi e Giardini Storici.

## Storia
In origine Bagshot Park era impiegata dai reali inglesi come dimora durante la stagione della caccia. Il Principe Enrico si recò a Bagshot Lodge il 4 settembre 1609 e diede 1 milione di sterline ai musici che lo intrattenevano. Il Lodge fu ricostruito tra il 1631 ed il 1633 insieme una serie di piccoli lodge dedicati al re Carlo I d'Inghilterra da Inigo Jones. Fu ristrutturato tra il 1766 ed il 1772 secondo il disegno di James Paine per George Keppel, terzo Conte di Albemarle, e alterata nel 1798 da Sir John Soane per il Duca di Clarence, in seguito Guglielmo IV, che visse lì fino al 1816.
Bagshot Park fu in seguito usata dal Principe Guglielmo Federico, nipote del re Giorgio III. Il Duca aggiunse parti di proprietà tra la tenuta e Sunningdale; la sua vedova, la Principessa Maria di Hannover, figlia di re Giorgio III, continuò a vivere lì dopo la sua morte fino a che non si trasferì nel 1847. L'edificio originale fu demolito nel 1877-89.
Nel 1879, quando vi risiedevano il Duca e la Duchessa di Gloucester, l'edificio venne ampliato e restaurato e venne aggiunta una nuova struttura con 120 stanze; l'opera di restauro venne affidata a John Nash. Il censimento del 1881 registrò che vivevano nell'edificio principale uno scudiero e 26 membri della servitù, mentre nelle stalle vivevano un cocchiere e quattro stallieri. Due membri dello staff vivevano in uno dei lodge, tre lavoratori contadini vivevano in un altro e un giardiniere alloggiava nella tenuta. Dal 1880, Bagshot Park fu la residenza principale del principe Arturo, duca di Connaught e Strathearn, uno dei figli della regina Vittoria. Il principe Arturo volle che alcune stanze fossero realizzate in puro stile indiano, importando tendaggi, statue e ornamenti vari dall'India, compresa la manodopera; un'ala prende appunto il nome di Indian Room. Il principe, che fu Governatore Generale del Canada dal 1911 al 1916, morò a Bagshot Park nel 1942. La proprietà era concessa come favore personale dalla casa reale.
A seguito della morte del duca, Bagshot Park fu requisita dall'Esercito per i Servizi Territoriali Ausiliari per utilizzarlo come collegio per lo staff. Il collegio chiuse alla fine della guerra.
Nel 1946 re Giorgio VI offrì la casa al Dipartimento dei Cappellani del Esercito Reale da usare come edificio per la chiesa e deposito dei cappellani. I Cappellani dell'esercito rimasero nella residenza dal 1947 e si spostarono ad Andover, nell'Hampshire nell'aprile 1996, poco prima che il conte e la contessa di Wessex vi prendessero residenza. I cappellani dell'esercito lasciarono un cartello sullo stagno, che avvisava "Per favore, non camminare sull'acqua"; il cartello originale fu rimosso quando i cappellani se ne andarono, ma un nuovo cartello donato ai conti di Wessex fu poi ri-installato. Oggi i conti di Wessex vivono nella tenuta insieme ai figli Lady Louise e James, visconte Severn, e una parte della residenza è destinata ad azienda agricola.
Anche se la casa fu criticata nel suo stile dallo storico dell'architettura Nikolaus Pevsner, fu definita come la casa reale più avventurosa creata dalla morte del Principe Consorte Alberto, il marito della regina Vittoria, avvenuta nel 1861. È anche un notevole monumento nella storia dello stile indiano in Gran Bretagna: una sala biliardo indiama, che ispirò la più famosa Durbar Room a Osborne House, fu prefabbricata in India e installata intorno al 1880. La richiesta giunse a seguito del tour indiano del Duca di Connaught, quando incontrò John Lockwood Kipling e gli chiese di progettare e supervisionare l'installazione di una sala da biliardo in stile indiano. Gli artigiani indiani che assemblarono e installarono la stanza a Bagshot vennero ospitati in una tenda nel parco. L'opera durò due anni e fu un dono di nozze da parte dei principi indiani per il Duca e la Duchessa di Connaught.